# Amerohelea vargasi
Amerohelea vargasi är en tvåvingeart som beskrevs av Eileen D. Grogan och Wirth 1981. Amerohelea vargasi ingår i släktet Amerohelea och familjen svidknott.
Artens utbredningsområde är Belize. Inga underarter finns listade i Catalogue of Life.